# Xcopy
XCOPY és una ordre provinent del sistema operatiu MS DOS, però també pot usar-se en Windows. XCOPY significa còpia externa i va ser usat originàriament per copiar múltiples fitxers des d'un directori a un altre, posteriorment també va ésser usat per copiar fitxers a través d'una xarxa.
XCOPY es pot usar per a copiar un disc sencer teclejant l'ordre següent:
xcopy <<dispositiu d'origen>>:\*.* /h /i /c /k /e /r /y /v <<dispositiu de destinació>>:\
Altres opcions útils de l'ordre xcopy:
- /H Copia fitxers ocults i també fitxers del sistema.
- /I Si la destinació no existeix i cal copiar més d'un fitxer, s'assumeix que la destinació ha d'ésser un directori.
- /C Segueix copiant encara que hi hagi errors.
- /K Copia atributs. Xcopy normal, restablirà atributs de només lectura.
- /S Copia directoris i subdirectoris, exceptuant els buits.
- /E Copia directoris i subdirectoris, incloent-hi els buits.
- /R Sobreescriu fitxers de només lectura.
- /Y Suprimeix la pregunta de confirmació per a suprimir un fitxer de destinació existent.
- /F Mostra tot l'origen i la destinació dels noms de fitxer mentre es copien.
- /D:m-d-y Copia fitxers canviats després de la data. Si no s'informa una data, copia únicament els fitxers la data d'origen dels quals és més nova que llur data de destinació.
- /V Verifica la mida de cada fitxer nou.

Per veure més opcions, es pot executar xcopy/? en el símbol del sistema.